# 金沢望郷歌
「金沢望郷歌」（かなざわぼうきょうか）は、2005年9月21日に発売された松原健之のデビュー・シングル。石川県金沢市が舞台の楽曲である。

## 解説
本楽曲の歌詞は、作詞した五木寛之が過去に発表した文庫本『金沢望郷歌』（1992年4月10日、文藝春秋・文春文庫）が元になっている。

## 歌詞に登場する金沢にまつわる地名・人名
- 犀川－桜橋－犀川大橋
- 香林坊
- 辰巳用水
- 兼六園
- 室生犀星
- 小松砂丘（俳画家）
- 徳田秋声

## 収録曲
1. 金沢望郷歌（4分57秒）
作詞：五木寛之／作曲：弦哲也／編曲：前田俊明
2. 金沢望郷歌（合唱バージョン）（4分51秒）
作詞：五木寛之／作曲：弦哲也／編曲：前田俊明
3. もし翼があったなら（4分33秒）
作詞：五木寛之／作曲：羽毛田丈史／編曲：杉内信介
4. 金沢望郷歌（オリジナル・カラオケ）（4分57秒）
5. 金沢望郷歌（メロ入りカラオケ・1音下げ）（4分57秒）
6. もし翼があったなら（オリジナル・カラオケ）（4分33秒）

## エピソード
- JR金沢駅のコンコースでBGMとして過去に『金沢望郷歌』が採用されるなど、金沢を代表する『ご当地ソング』になっている。
- 本楽曲を歌唱した松原健之の石川県内での知名度や人気は大きくなり、テレビ金沢系列の『びービーみつばち』（2009年6月に終了）・『となりのテレ金ちゃん』『花のテレ金ちゃん』に定期出演を果たしている。
- 2024年6月19日に松原健之自身によるセルフカバー『金沢望郷歌 2024』がシングルCDとして発売された。

## カバー
- 五木ひろし - アルバム『五木寛之・五木ひろし作品集 〜ふりむけば日本海〜』（2005年）に収録。
- 弦哲也 - アルバム『音楽生活45周年記念 弦哲也〜弾き語りの世界〜』（2010年）に収録。
- 山岡浩二 - アルバム『心の旅路』（2010年）に収録。